# مواجهه (فیلم ۱۳۸۳)
مواجهه فیلمی به کارگردانی و نویسندگی سعید ابراهیمی‌فر و تهیه‌کنندگی ایرج تقی‌پور محصول سال ۱۳۸۳ است.

## خلاصه داستان
اشیاء بیشتر از مردم دوام می آورند. دو چاقو پس از نزدیک به یکصد سال بار دیگر با هم مواجهه می‌کنند. کسی چه می‌داند، شاید این مواجهه باز هم ادامه یابد، شاید هم این قصه همین جا خاتمه یابد.

## بازیگران
| بازیگر          | نقش                     |
| --------------- | ----------------------- |
| حمیدرضا پگاه    | احمدرضا و لوطی اسفندیار |
| ستاره اسکندری   | نرگس                    |
| نیوشا ضیغمی     | رعنا و افسون            |
| مریم مقدم       | مهتاب                   |
| آرش آصفی        | نیما و حسام             |
| قربان نجفی      | یونس                    |
| پانته‌آ پناهی‌ها  | مهماندار                |
| ارسلان عبداللهی | نواب پور                |
| هوتن مکری       | دکتر مهرپور             |
| اردشیر کاظمی    | پدر رعنا                |
| محمد شجاعی      | میرفتاح                 |
| حمید مهین‌دوست   | اسکندری                 |
| تینا چرخچیان    | محبوبه                  |

## یادداشت
1. ↑  به ترتیب تیتراژ
2. ↑  نوشته شده در تیتراژ

## جشنواره‌ها
فیلم مواجهه در بیست و چهارمین دوره جشنواره فیلم فجر (۱۳۸۴) حضور داشته‌است.

## حواشی
فیلم سینمایی مواجهه ساخته سعید ابراهیمی فر بعد از ۱۴ سال قرار است در گروه هنر و تجربه اکران شود